# ماركوس كاروسو
ماركوس كاروسو (بالبرتغالية: Marcos Caruso‏) هو كاتب سيناريو وكاتب وممثل برازيلي، ولد في 22 فبراير 1954 في ساو باولو في البرازيل.

## وصلات خارجية
- ماركوس كاروسو على موقع IMDb (الإنجليزية)
- ماركوس كاروسو على موقع قاعدة بيانات الفيلم (الإنجليزية)